# Golfe nos Jogos Pan-Americanos de 2023 - Individual masculino
O evento individual masculino do golfe nos Jogos Pan-Americanos de 2023 foi disputado entre 2 e 5 de novembro de 2023 no Prince of Wales Country Club, em La Reina. Um total de 30 golfistas de 17 Comitês Olímpicos Nacionais (CON) participaram do evento.

## Calendário
Horário local (UTC−3).
| Data          | Hora | Fase           |
| ------------- | ---- | -------------- |
| 2 de novembro | 8:00 | Rodada 1       |
| 3 de novembro | 8:30 | Rodada 2       |
| 4 de novembro | 8:00 | Rodada 3       |
| 5 de novembro | 8:00 | Rodada 4/Final |

## Medalhistas
| Ouro   | MEX Abraham Ancer   |
| Prata  | COL Sebastián Muñoz |
| Bronze | USA Dylan Menante   |

## Resultados
A competição foi disputada ao longo de quatro dias, até a definição dos medalhistas.
| Pos.              | Golfista               | CON                                 | Rodada 1 | Rodada 2 | Rodada 3 | Rodada 4 | Total (para o par) |
| ----------------- | ---------------------- | ----------------------------------- | -------- | -------- | -------- | -------- | ------------------ |
| Medalha de ouro   | Abraham Ancer          | MEX México                          | 68       | 67       | 65       | 67       | 267 (–21)          |
| Medalha de prata  | Sebastián Muñoz        | COL Colômbia                        | 66       | 66       | 68       | 68       | 268 (–20)          |
| Medalha de bronze | Dylan Menante          | USA Estados Unidos                  | 66       | 69       | 70       | 66       | 271 (–17)          |
| 4                 | Ricardo Celia          | COL Colômbia                        | 72       | 71       | 64       | 65       | 272 (–16)          |
| 4                 | Étienne Papineau       | CAN Canadá                          | 63       | 71       | 67       | 71       | 272 (–16)          |
| 6                 | Joaquín Niemann        | CHI Chile                           | 67       | 70       | 71       | 65       | 273 (–15)          |
| 6                 | José Toledo            | EAI Equipe de Atletas Independentes | 70       | 67       | 67       | 69       | 273 (–15)          |
| 8                 | José Pablo Rolz        | EAI Equipe de Atletas Independentes | 70       | 69       | 67       | 71       | 277 (–11)          |
| 9                 | Fabrizio Zanotti       | PAR Paraguai                        | 66       | 70       | 71       | 71       | 278 (–10)          |
| 10                | Mito Pereira           | CHI Chile                           | 68       | 68       | 72       | 71       | 279 (–9)           |
| 11                | Alejandro Tosti        | ARG Argentina                       | 74       | 69       | 69       | 68       | 280 (–8)           |
| 11                | Myles Creighton        | CAN Canadá                          | 73       | 68       | 70       | 69       | 280 (–8)           |
| 11                | Justin Hastings        | CAY Ilhas Cayman                    | 72       | 71       | 63       | 74       | 280 (–8)           |
| 14                | Kelvin Hernández       | PUR Porto Rico                      | 74       | 71       | 68       | 69       | 282 (–6)           |
| 14                | Carlos Ortiz           | MEX México                          | 71       | 64       | 71       | 76       | 282 (–6)           |
| 16                | Stewart Hagestad       | USA Estados Unidos                  | 71       | 71       | 70       | 71       | 283 (–5)           |
| 17                | Joaquín Lolas          | PER Peru                            | 70       | 73       | 72       | 69       | 284 (–4)           |
| 17                | Virgilio Paz           | VEN Venezuela                       | 71       | 67       | 76       | 70       | 284 (–4)           |
| 19                | Jorge Fernández-Valdés | ARG Argentina                       | 75       | 71       | 67       | 73       | 286 (–2)           |
| 20                | Rodrigo Lee            | BRA Brasil                          | 76       | 71       | 71       | 69       | 287 (–1)           |
| 21                | Juan Cristian Terceros | BOL Bolívia                         | 69       | 73       | 72       | 74       | 288 (E)            |
| 22                | Miguel Ordóñez         | PAN Panamá                          | 74       | 72       | 72       | 71       | 289 (+1)           |
| 23                | Erich Fortlage         | PAR Paraguai                        | 73       | 70       | 73       | 74       | 290 (+2)           |
| 24                | Luis Barco             | PER Peru                            | 76       | 73       | 73       | 70       | 292 (+4)           |
| 25                | Andrey Borges          | BRA Brasil                          | 73       | 76       | 74       | 70       | 293 (+5)           |
| 25                | Flavio César Sameja    | BOL Bolívia                         | 80       | 72       | 70       | 71       | 293 (+5)           |
| 27                | Jean Paul Ducruet      | PAN Panamá                          | 75       | 75       | 73       | 74       | 297 (+9)           |
| 27                | Richard Gibson         | BAH Bahamas                         | 77       | 72       | 73       | 75       | 297 (+9)           |
| 29                | Chris Richards         | TTO Trinidad e Tobago               | 83       | 76       | 69       | 75       | 303 (+15)          |
| 30                | Rocco Saraceni         | VEN Venezuela                       | 74       | 81       | 76       | 79       | 310 (+22)          |